# ヘンリク・ジガルスキ
ヘンリク・ジガルスキ（Henryk Zygalski、ポーランド語発音: [ˈxɛnrɨk zɨˈɡalski] ( 音声ファイル)、1908年7月15日 - 1978年8月30日）は、ポーランドの数学者、暗号学者である。第二次世界大戦期にドイツのエニグマ暗号の解読に取り組んだ人物である。

## 生涯
ジガルスキは1908年7月15日、ドイツ帝国ポーゼン（現ポーランド・ポズナン）で生まれた。
1932年9月から、ワルシャワのサスキ宮殿にあるポーランド軍参謀本部第2部暗号局(en)に民間の暗号学者として勤務した。彼は、ポズナン大学の同窓生で暗号局の暗号学コースを修了したマリアン・レイェフスキ、イェジ・ルジツキと一緒に働いていた。彼らは一緒にエニグマ暗号を解読する方法と装置を開発した。

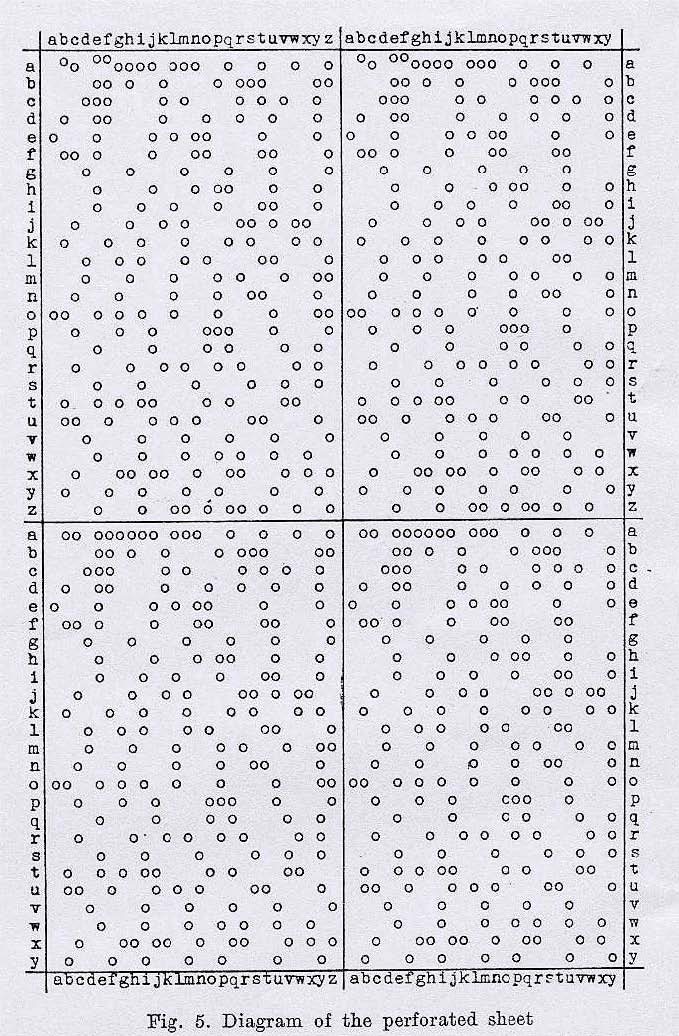
ジガルスキのシート

1938年後半、ドイツの暗号化手順の複雑化に対応して、ジガルスキはエニグマの暗号鍵設定を見つけるための、ジガルスキのシート」とも呼ばれた穴開きシートを開発した。この方式は、エニグマのプラグボードで使用されているプラグの接続数に依存しないものだった。
1939年のポーランド消滅後はイギリスに亡命した。戦後もイギリスに留まり、サリー大学の数理統計学の講師として働いた。彼は生涯、公務機密法により暗号解読における過去の成果を話すことが禁じられていた。
ジガルスキは1978年8月30日にイギリス・リス
で亡くなった。遺体は火葬され、ロンドンに埋葬された。

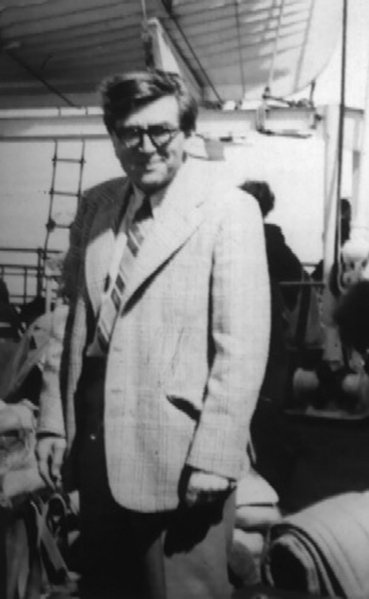
ヘンリク・ジガルスキ（1940年頃）

## 賞と栄誉
亡くなる少し前に、エニグマの解読に貢献したことを讃えて、ロンドンのポーランド国外大学から名誉博士号を授与された。
2000年2月21日、ポーランドのアレクサンデル・クファシニェフスキ大統領は、祖国への多大な貢献を讃えて、ポーランド復興勲章大十字勲章を授与した。
2007年、ポズナン宮殿の前にドイツのエニグマ装置を復元し、エニグマ暗号を解読する方法を開発し、その後の第二次世界大戦での連合国の勝利に貢献したレイェフスキ、ルジツキ、ジガルスキの記念碑が建てられた。
2009年には、ポーランド郵便がレイェフスキ、ルジツキ、ジガルスキを描いた記念切手を発行した。
2014年、世界で初めてエニグマ暗号を解読した功績を讃えて、IEEEはレイェフスキ、ルジツキ、ジガルスキにIEEEマイルストーンを授与した。
2014年、ワルシャワのポーランド科学アカデミー数学研究所の前に、レイェフスキ、ルジツキ、ジガルスキを讃える銘板が設置された。

## 脚注

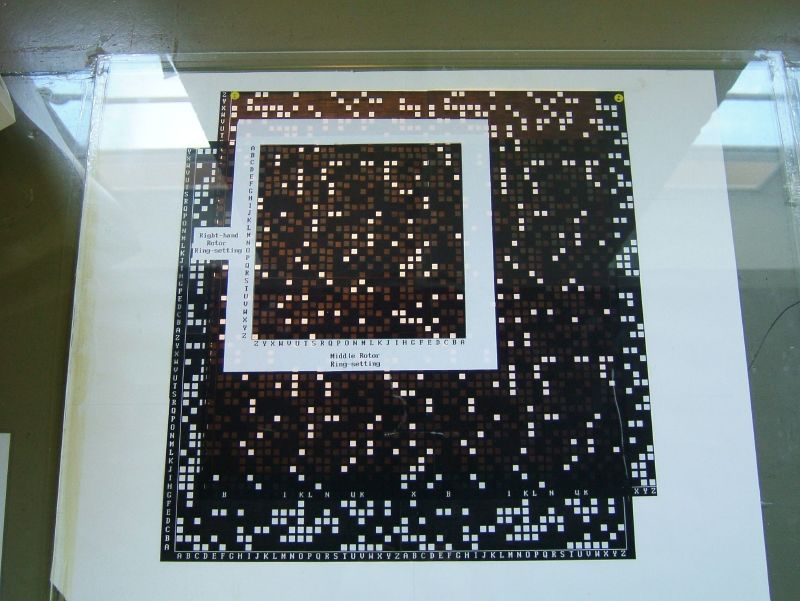
ブレッチリー・パークにおけるジガルスキのシートのデモ